# Ця тривожна зима
«Ця тривожна зима» (рос. «Эта тревожная зима») — радянський художній фільм 1975 року, знятий на Кіностудії ім. М. Горького.

## Сюжет
Коля Філатов потрапляє з важким захворюванням в дитячий санаторій, де йому належить лікуватися довгі місяці. Відносини з хлопцями, сусідами по палаті, у нього не складаються. І, відчувши себе трохи краще, Коля біжить з санаторію.

## У ролях
- Олександр Копов — Коля Філатов
- Едуард Марцевич — В'ячеслав Іванович Огородников
- Олена Костерьова — Надя
- Олена Безносикова — Лєна
- Олександр Сімакін — Марат
- В'ячеслав Надаховський — Помідор
- Сурен Чахоян — Альоша
- Катерина Гражданська — Таня
- Ольга Казіна — тиха дівчинка
- Юлія Цоглин — мама Колі
- Олег Буданков — епізод
- Михайло Поляк — Дмитро Дмитрович
- Зінаїда Сорочинська — лікар

## Знімальна група
- Автор сценарію: Валентина Спіріна
- Режисер:  Ігор Ніколаєв
- Оператор:  Сергій Філіппов
- Художник: Ольга Кравченя
- Композитор: Олексій Ніколаєв
- Звукооператор: Михайло Галуздін
- Текст пісень: Юрія Михайлова